# سوده گوروما جیمه
سوده گوروما جیمه (به ژاپنی: 袖車絞め)-(به انگلیسی: Sode guruma jime) یکی از فنون و تکنیک‌های دستهٔ کاتامه-وازا رشتهٔ ورزشی جودو است که در زیردستهٔ شیمه-وازا دسته‌بندی می‌شود. هدف از این تکنیک، واردآوردن فشار و درگیرکردن گلوی حریف است.